# Закарија Абухлал
Закарија Абухлал (арап. زكريا أبوخلال; 18. фебруар 2000) професионални је марокански фудбалер који игра на позицији нападача. Тренутно наступа за Тулуз и за репрезентацију Марока.

## Репрезентативна каријера
Рођен је у Холандији, од мајке Мароканке и оца пореклом из Либије. Некадашњи је омладински репрезентативац Холандије. Одлучио је да не наступа за Холандију, већ репрезентацију Марока. Због свог одрастања међу мароканском заједницом која живи у Холандији, позван је да представља ту земљу у новембру 2020. године. Позван је да игра и за репрезентацију Либије, али је одбио. Дебитовао је за Мароко у квалификационој утакмици за Куп Афричких нација 2021. и победи над Централноафричком Републиком 13. новембра 2020. и постигао четврти гол на свом дебију.
Дана 10. новембра 2022. уврштен је у тим Марока за Светско првенство у фудбалу 2022. у Катару. Постигао је први гол на Светском првенству у групној фази против Белгије.